# Jean-Georges Ier de Saxe
Pour les articles homonymes, voir Jean-Georges Ier.
Jean-Georges Ier, né le 5 mars 1585 à Dresde et mort le 8 octobre 1656 dans la même ville, est un prince de la maison de Wettin, le deuxième fils de l'électeur Christian Ier de Saxe et de Sophie de Brandebourg. 
Succédant à son frère aîné Christian II, il est électeur de Saxe et archimaréchal du Saint-Empire de 1611 jusqu'à sa mort. La longue période de son règne est marquée par les conséquences de la guerre de Trente Ans.

## Biographie

### Jeunesse

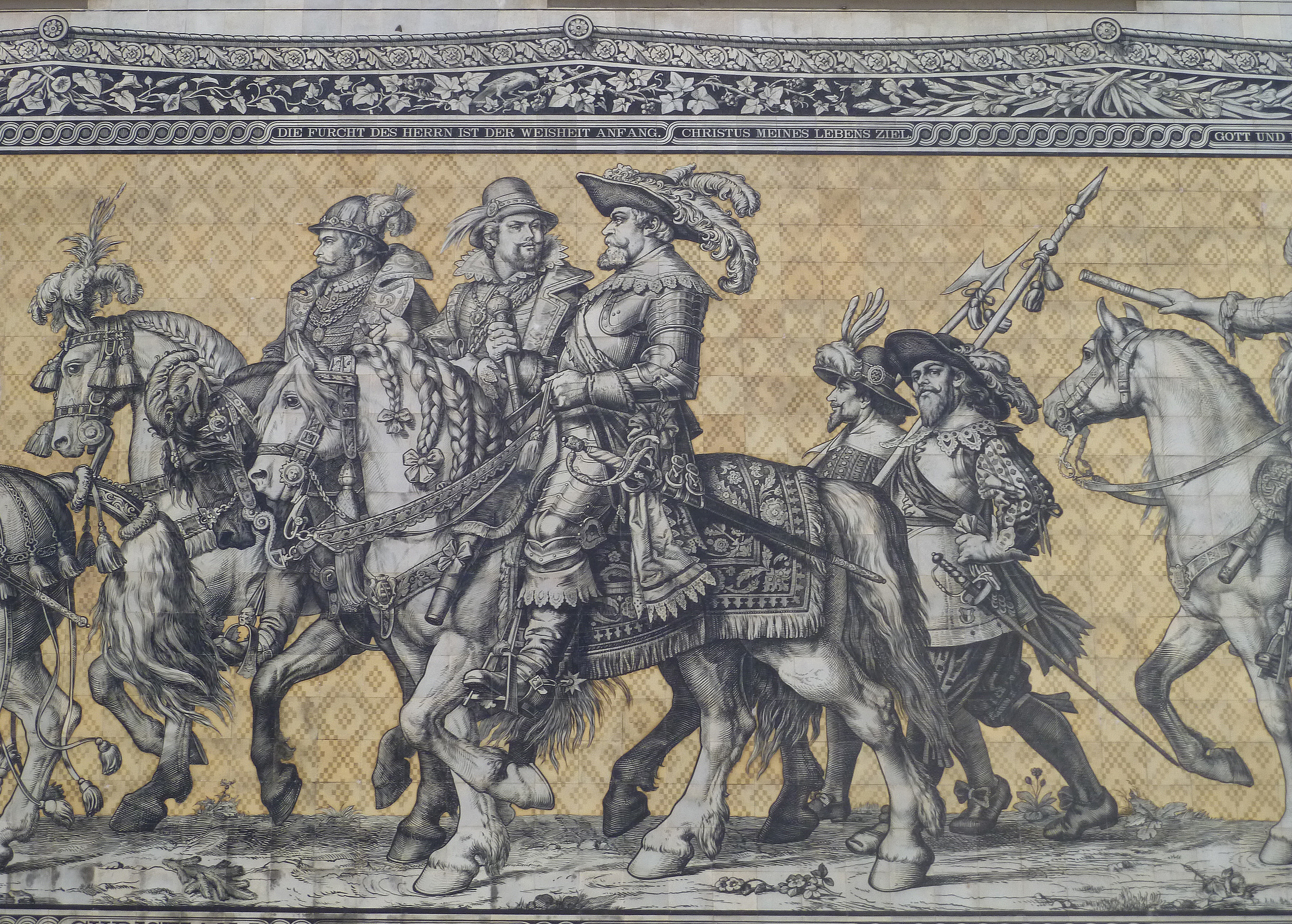
Les électeurs Christian Ier, Christian II et Jean-Georges Ier sur le Fürstenzug à Dresde.

Membre de la branche albertine de la dynastie, Jean-Georges Ier est le deuxième fils de Christian Ier (1560–1591), électeur de Saxe à partir de 1586, et de son épouse Sophie (1568–1622), fille de l'électeur Jean II Georges de Brandebourg. À la mort de son père, en 1591, son lointain cousin Frédéric-Guillaume Ier de Saxe-Weimar est nommé régent et gouverne en son nom et celui de ses deux frères Christian II et Auguste jusqu'à sa mort, en 1602. 
Le premier-né, Christian II règne alors seul jusqu'à sa mort subite en 1611. Son frère aîné n'ayant pas eu d'enfants, Jean-Georges Ier de Saxe lui succède le 23 juin 1611.

### Participation à la guerre de Trente Ans
Le début du règne de Jean-Georges Ier correspond à une période de tensions croissantes entre les protestants et les catholiques dans l'Empire, tensions qui culminent avec la guerre de Trente Ans (1618-1648). La position géographique de l'Électorat de Saxe la condamne à être impliquée dans la guerre. En tant que seigneur de l'État protestant le plus puissant, Jean-Georges est prédestiné à diriger les États protestants.
Jean-Georges et son gouvernement se tiennent toutefois à la traditionnelle politique d'équilibre de la Saxe. Cette politique vise à maintenir le statu quo par rapport à la Paix d'Augsbourg de 1555 qui avait établi la règle cujus regio, ejus religio (tel prince, telle religion). La Saxe luthérienne refuse ainsi catégoriquement de nouer des relations plus étroites avec les calvinistes menés par l'Électeur palatin Frédéric V et ne souhaite pas soutenir la puissance grandissante de l'Électeur de Brandebourg. L'empereur et les Habsbourg approuvent pleinement la politique de Jean-Georges.
Ne voulant pas s'opposer au Habsbourg Ferdinand II, Jean-Georges refuse en 1619 de se porter candidat à la couronne de Bohême qui lui est proposée par le chef des États protestants de Bohême, Joachim Andreas von Schlick. La même année, il accepte d'élire le même Ferdinand II à la tête du Saint-Empire, contrecarrant les plans des autres Électeurs protestants.
Jean-Georges fait alliance avec Ferdinand pour combattre dans les deux Lusace et en Silésie les partisans de l'Électeur du Palatinat Frédéric V, nouvellement élu roi de Bohême. La guerre contre les territoires bohémiens voisins a été formellement confiée à Jean-Georges, nommé « commissaire impérial », tout comme le duc-électeur de Bavière, en échange de la promesse qu'il pourra conserver les biens ecclésiastiques qu'il a illégalement sécularisés. Il prend ainsi part à l'éviction de Frédéric V de Bohême et à l'éradication du protestantisme dans ce pays.

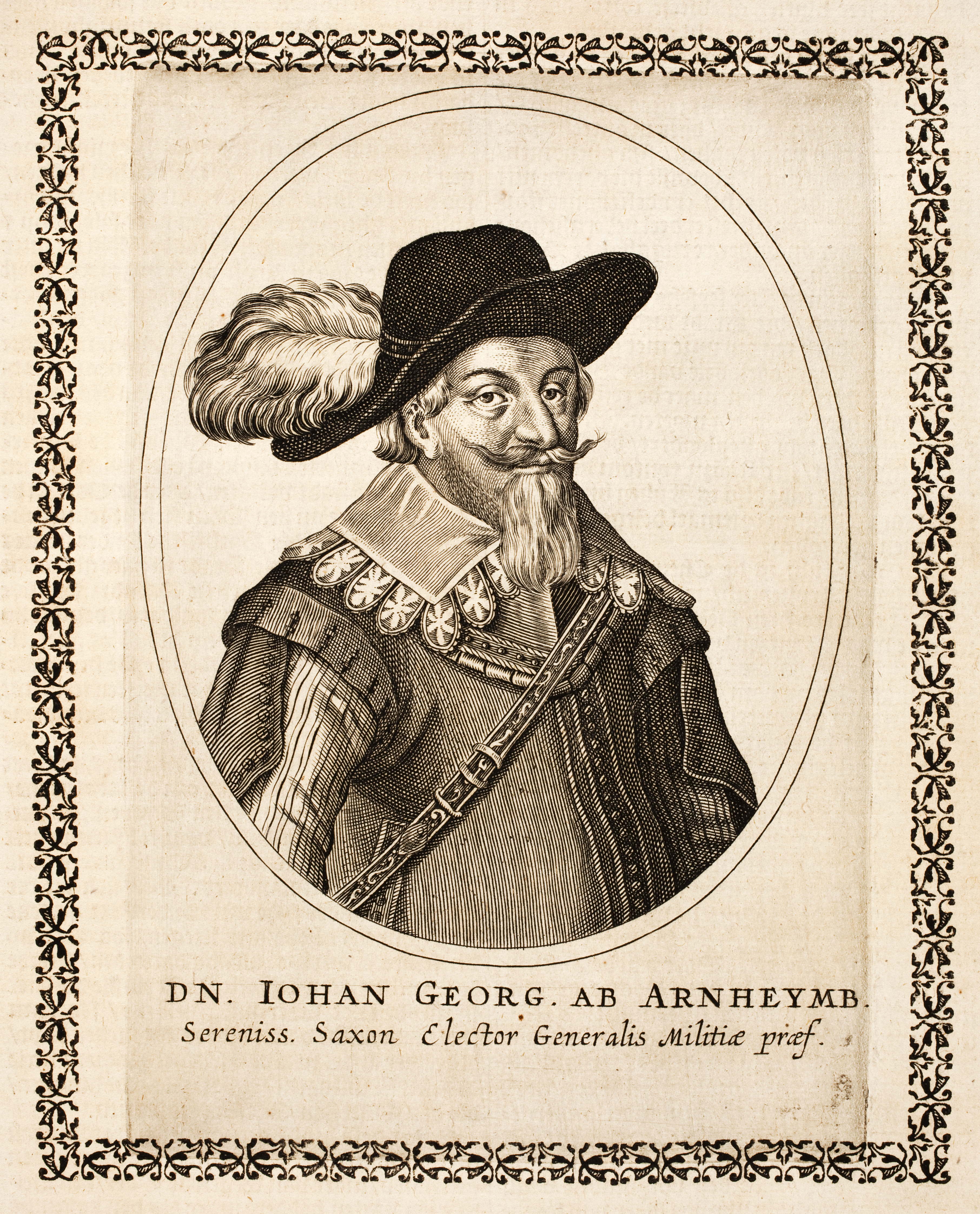
Jean-Georges I.

Bien que jugeant que le début de la Contre-Réforme en Bohême après la bataille de la Montagne Blanche et plus tard en Silésie également, rompt ses engagements vis-à-vis de l'empereur, Jean-Georges ne prend pas position ouvertement contre l'Empereur, restant neutre pendant les années qui suivent. Toutefois, l'Édit de restitution promulgué en 1629 accroît ses craintes. Il réunit les princes protestants à Leipzig en février 1631, mais en dépit des appels du prêtre Matthias Hoë von Hoënegg, il se contente de condamner la politique impériale.
Dans le même temps, le roi de Suède Gustave-Adolphe, luthérien, débarque en Allemagne à la tête de ses troupes et cherche un accord avec Jean-Georges pour pouvoir traverser l'Elbe à Wittenberg. Jean-Georges ne parvient pas à se décider. Craignant un ralliement de la Saxe à la cause protestante, Tilly envahit et ravage la Saxe avec les troupes de la Ligue catholique. En septembre, Jean-Georges se rallie à Gustave-Adolphe et, peu de temps après, l'armée de Saxe nouvellement formée rejoint les troupes suédoises près de Bad Düben. La Saxe est libérée après la bataille de Breitenfeld (septembre 1631). L'armée saxonne elle-même, toutefois, est mise en déroute par les Impériaux pendant la bataille et Jean-Georges doit prendre la fuite.

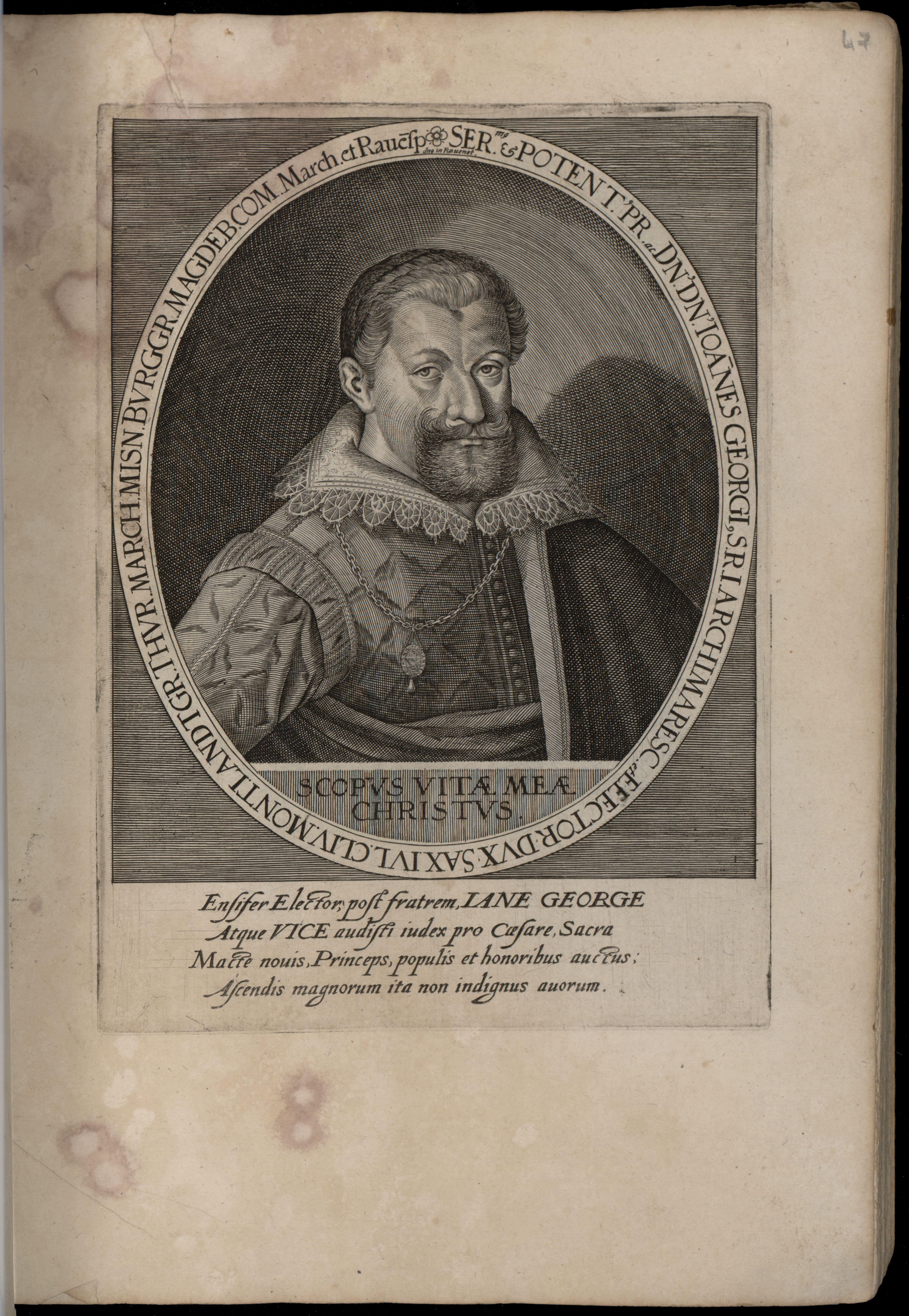
Portrait de Jean-Georges Ier de Saxe réalisé entre 1650 et 1680.

Néanmoins, les armées saxonnes passent à l'offensive, marchent sur la Bohême et occupent Prague, mais la mort de Gustave Adolphe à la bataille de Lützen en 1632 et la victoire des Impériaux à la bataille de Nördlingen en 1634 intimident Jean-Georges qui se détache de la cause protestante. Il commence à négocier et ses troupes offrent peu de résistance à Wallenstein, condottiere au service de l'Empire, qui les repousse en Saxe. Il signe la paix de Prague le 30 mai 1635 après de longues négociations à Eilenburg et Pirna et reçoit les deux Lusace (d'anciens territoires de la couronne de Bohême) en possessions héréditaires. Par ailleurs, l'archevêché de Magdebourg est attribué à son fils et quelques concessions lui sont octroyées par rapport aux dispositions de l'Édit de restitution. Il s'allie alors avec Ferdinand II pour expulser les Français et les Suédois de l'Empire et déclare la guerre à la Suède.
Cette décision se solde par d'importants ravages dans le pays après les combats malheureux de Dömitz le 22 octobre et de Kyritz le 7 décembre et l'invasion du duché par les troupes suédoises du général Johan Banér. Après la victoire sur les Saxons et les Impériaux à Wittstock, le 24 septembre 1636, Banér envahit la Saxe une deuxième fois, puis une troisième fois en février 1639. Il occupe Zwickau après sa victoire à Reichenbach, assiège en vain Freiberg et bat les Impériaux et les Saxons une nouvelle fois le 4 avril près de Chemnitz.
Jean-Georges reprend certes Zwickau le 7 juin 1642, mais perd en revanche Leipzig après la victoire de Lennart Torstenson sur les Impériaux le 23 novembre à la bataille de Leipzig. Enfin, Torstensson force Jean-Georges à accepter le cessez-le-feu de Kötzschenbroda (de) le 27 août 1645 après avoir anéanti l'armée saxonne près de Jüterbog et incendié Pegau. La période la plus dévastatrice de la guerre est désormais passée pour la Saxe. Les traités de Westphalie signés en 1648 confirment à Jean-Georges Ier ses acquisitions de la paix de Prague.

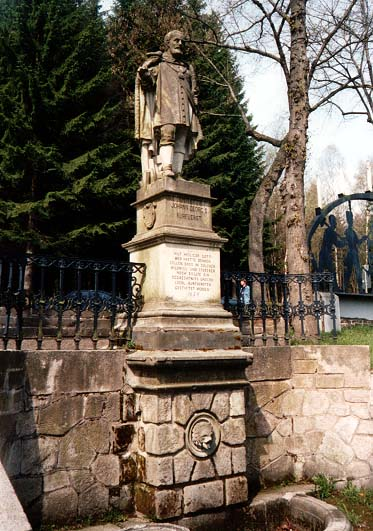
Monument dédié à Jean-Georges à Johanngeorgstadt.

### Fin du règne
Durant son règne, Jean-Georges est entré souvent en conflit avec ses États, la cause principale étant l'endettement du duché dû à la guerre.
Il meurt à Dresde le 8 octobre 1656. Son testament divise le duché entre ses quatre fils : l'aîné, Jean-Georges II, hérite de l'électorat, tandis que ses cadets Auguste, Christian et Maurice reçoivent les duchés nouvellement créés de Saxe-Mersebourg, Saxe-Weissenfels et Saxe-Zeitz. Les possessions de ces branches cadettes de la branche albertine sont progressivement réunies à l'électorat de Saxe au cours du XVIIIe siècle.

## Descendance
Jean-Georges Ier épouse en 1604 Sibylle-Élisabeth de Wurtemberg (1584-1606), fille du duc Frédéric Ier de Wurtemberg. Ils n'ont pas d'enfant.
Veuf en 1606, Jean-Georges Ier se remarie en 1607 avec Madeleine-Sibylle (1586-1659), fille du duc Albert-Frédéric de Prusse. Neuf enfants sont issus de ce second mariage :
- Sophie-Éléonore (1609-1671), épouse en 1627 le landgrave Georges II de Hesse-Darmstadt ;
- Marie-Élisabeth (1610-1684), épouse en 1630 le duc Frédéric III de Holstein-Gottorp ;
- Christian (1612-1612) ;
- Jean-Georges II (1613-1680), électeur de Saxe ;
- Auguste (1614-1680), duc de Saxe-Weissenfels ;
- Christian (1615-1691), duc de Saxe-Mersebourg ;
- Madeleine-Sibylle de Saxe (1617-1668), épouse en 1634 Christian de Danemark, veuve en 1647, épouse en 1652 Frédéric-Guillaume II de Saxe-Altenbourg ;
- Maurice (1619-1681), duc de Saxe-Zeitz ;
- Henri (1622-1622).

Johanngeorgenstadt (en  Saxe) est nommé en son honneur.

## Sources
- (de) Cet article est partiellement ou en totalité issu de l’article de Wikipédia en allemand intitulé « Johann Georg I. (Sachsen) » (voir la liste des auteurs).

- (en) Cet article est partiellement ou en totalité issu de l’article de Wikipédia en anglais intitulé « John George I, Elector of Saxony » (voir la liste des auteurs).